# Hard Rock Hallelujah
«Hard Rock Hallelujah» es una canción del grupo Lordi, extraída como sencillo de su álbum The Arockalypse. Fue la canción ganadora del Eurovisión 2006 con 292 puntos, siendo un récord de puntos en el festival hasta el momento (superado en 2009).

## Eurovisión
La canción fue elegida para representar a Finlandia el 11 de marzo de 2006 en una final nacional que Lordi ganó obteniendo 29.150/67.369 puntos.
Lordi actuó en la semifinal del festival (celebrada el 18 de mayo de 2006) ya que Finlandia no estaba directamente clasificada para la final. Fue la decimosexta canción en ser interpretada, entre Show me your love de Tina Karol (Ucrania), y Amambanda de Treble (Países Bajos). Ganó la semifinal con 292 puntos, seguida por Lejla de Hari Mata Hari de Bosnia & Herzegovina, con 267 puntos.
En la final, disputada el 20 de mayo de 2006 actuaron en decimoséptima posición, entre Anna Vissi de Grecia interpretando Everything, y Tina Karol de Ucrania, quien cantó Show me your love. Obtuvo 292 puntos, un récord de puntos hasta la fecha, finalizando en primer puesto, seguido por Rusia con Dima Bilán y Never let you go en segundo lugar, con 248 puntos.

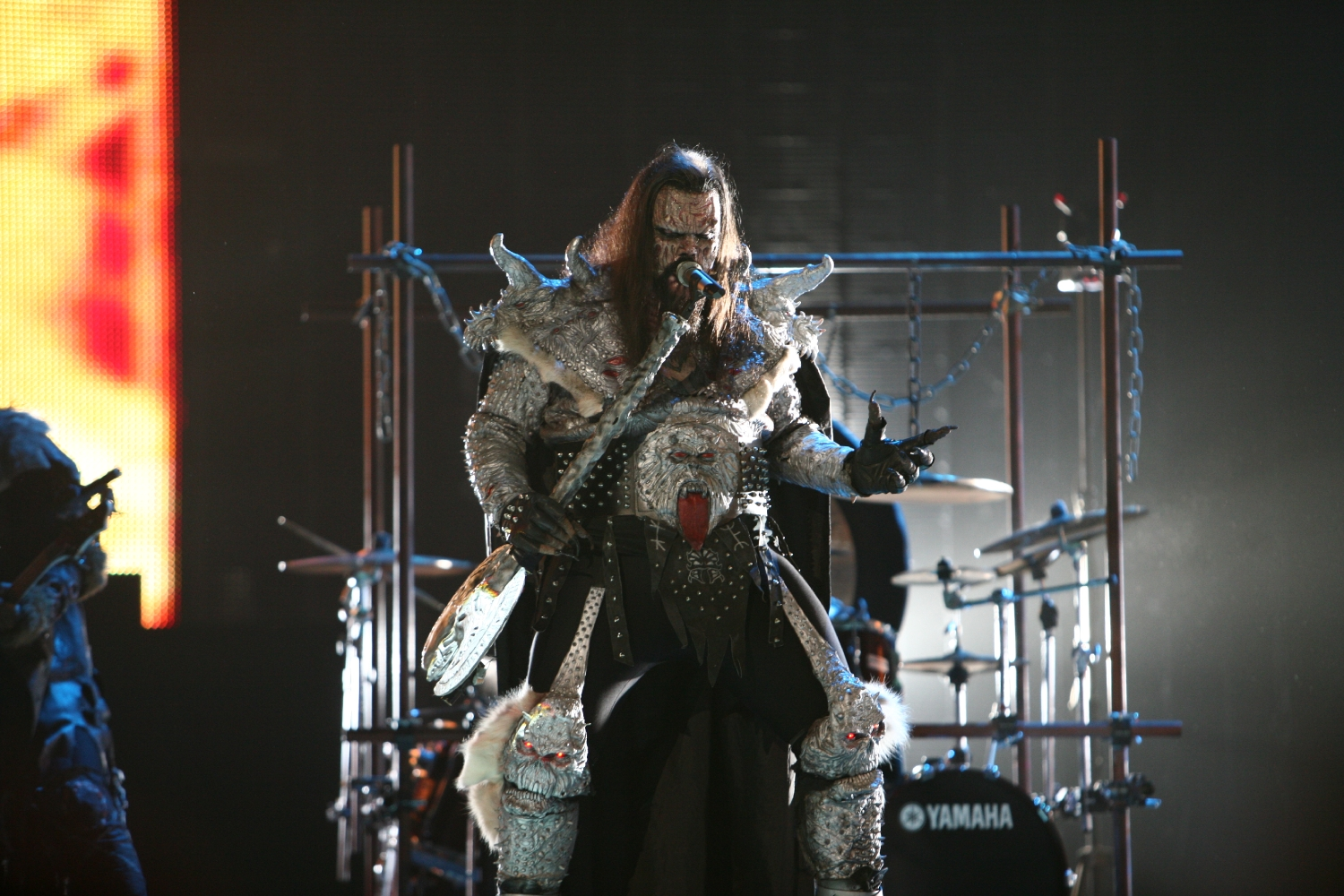
Tomi en el festival de la canción de Eurovisión.

Para financiar la pirotecnia de su actuación en Eurovisión, Lordi tuvo que realizar una colecta entre sus seguidores, ya que sobrepasaba la dotación que la televisión finlandesa YLE estaba dispuesta a realizar.

## Vídeo
El vídeo oficial está ambientado en una escuela de secundaria. En su argumento, una fan de Lordi, la cual está escuchando el tema, entra en el gimnasio y se encuentra a las animadoras. Se apaga la luz y aparece Mr. Lordi quien aparentemente mata a las chicas. Se acerca a la muchacha cantando "[...] you will see the jokers soon'll be the new kings" (verás que los bufones serán los nuevos reyes) y las animadoras se levantan convertidas en zombis. Al final se ve a la fan confiada, guiando al ejército de zombis a través de la escuela.
Fue dirigido por Pete Riski, y protagonizada por Leina Ogihara
Se realizó un nuevo vídeo para la apertura del Festival de Eurovisión 2007 celebrado en Helsinki, dirigido por Antti Jokinen, el cual se rodó en el círculo polar ártico, en la localidad de Rovaniemi, Finlandia.

## Curiosidades
El 26 de mayo de 2006, se rompió el récord mundial Guiness de Karaoke, cuando cerca de 80.000 personas cantaron Hard rock Allelujah en Helsinki para celebrar la victoria en Eurovisión.

## Canciones del sencillo
Edición Finlandia
- 01.Hard rock Allelujah (versión de Eurovisión a estilo radio)
- 02.Hard rock Allelujah (versión álbum)
- 03.Mr. Killjoy (track previo no publicado)

Edición GSA
- 01.Hard rock Allelujah (versión de Eurovisión a estilo radio)
- 02.Supermonstar

Edición especial GSA limitada DualDisc
- 01.Hard rock Allelujah (Versión Eurovision)
- 02.Hard rock Allelujah (Versión Álbum)
- 03.Mr. Killjoy (track previo no publicado)
- 04.Hard rock Allelujah (video musical)
- 05.Blood red sandman (video musical)
- 06.Devil is a loser (video musical)

| Lista (2006)                           | Puesto |
| -------------------------------------- | ------ |
| Austrian Singles Chart                 | 2      |
| Belgium (Flanders) Singles Chart       | 2      |
| Belgium (Wallonia) Singles Chart       | 21     |
| Dutch Top 40                           | 27     |
| Eurochart Hot 100 Singles              | 4      |
| Finnish Singles Chart                  | 1      |
| German Singles Chart (+150.000 copias) | 5      |
| Greek Singles Chart                    | 6      |
| Irish Singles Chart                    | 4      |
| Norwegian Singles Chart                | 9      |
| Swedish Singles Chart                  | 5      |
| Swiss Singles Chart                    | 5      |
| UK Singles Chart                       | 16     |
| World Singles Official Top 100         | 10     |